# Frauenverteidigungseinheiten
Die Frauenverteidigungseinheiten (kurdisch یەکینەیێن پاراستنا ژنێ Yekîneyên Parastina Jinê; Kürzel YPJ) sind die Frauenkampfverbände der Volksverteidigungseinheiten (YPG), einer bewaffneten Miliz in Syrien.

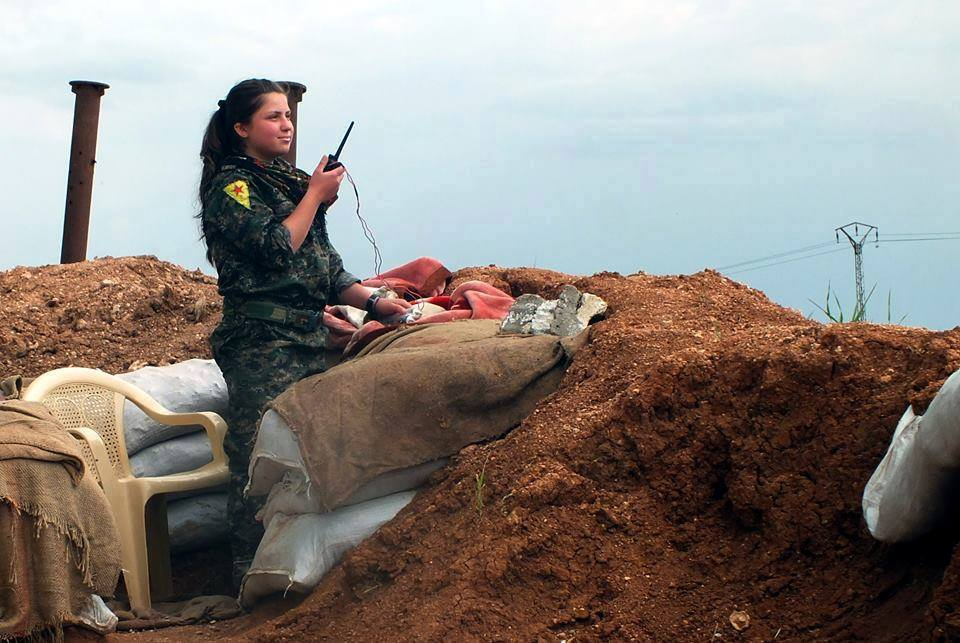
YPJ-Kämpferin im Kampf gegen ISIS

Der Anteil der Frauen an den etwa 135.000 Kämpfern der Volksverteidigungseinheiten wird mit rund einem Drittel angegeben. Nach anderen Angaben sollen rund 40 Prozent der YPG-Mitglieder Frauen sein. Das wären ca. 33.750–45.000 Kämpferinnen. Andere Schätzungen gingen 2017 von ungefähr 50.000 Frauen aus. Die meisten Kämpferinnen sind Kurdinnen, aber die YPJ steht auch anderen Ethnien und Nationalitäten offen. In den vom Islamischer Staat befreiten Gebieten entschieden sich viele Araberinnen, der YPJ beizutreten.
Internationale Bekanntheit erlangte die YPJ während der Schlacht um Kobane. Mehrere nicht-kurdische YPJ-Kämpferinnen wie Anna Campbell aus Großbritannien oder Hanna Bohman aus Kanada machten die YPJ auch international bekannt.
Die Kämpferinnen der Frauenverteidigungseinheiten erhalten eine vierwöchige militärische Ausbildung, in der sie unter anderem den Umgang mit schweren Maschinengewehren, RPGs und dem sowjetisch-russischen Sturmgewehr AK-47 („Kalaschnikow“) lernen. Dabei wird auch Wert auf eine Ausbildung in Frauen- und Menschenrechten gelegt. Die Frau soll selber entscheiden können, was sie tun möchte.
Die YPJ übergab am 26. Juli 2018 eine Witwe eines IS-Scharfschützen samt ihren vier Kindern und einen Mann, der verdächtigt wird, den IS materiell unterstützt zu haben, an das FBI. Nadim Houry von der HRW sagte, dass das zu einem Präzedenzfall für die anderen internationalen IS-Kämpfer in Haft der PYD werden kann, auf dass andere Ex-IS-Kämpfer in ihre Heimatländer zurückgeholt werden und sie dort vor Gericht gebracht werden.

## Filme
Über die YPJ wurden auch Filme produziert.
- Fear Us Women[10]
- Nujîn[11]
- Her War[12]

### Dokumentationen
- Focus TV: Frauen gegen den IS - Der Kampf der kurdischen Kriegerinnen auf YouTube, 22. Dezember 2014.
- Kampf für Freiheit - Kurdistans Kriegerinnen auf YouTube, 12. März 2017 (Produziert für Phoenix).
- YPJ on the front against ISIS, Rojava auf YouTube, 6. Februar 2019 (Produziert für Stêrk TV. (englisch)).
- Die Frauen-Armee der Kurden auf YouTube, 17. November 2019 (Produziert für Weltjournal).
- Rojava - Der Traum der Kurden auf YouTube, 19. Mai 2020 (Produziert für ARTE).
- Ja, wir bekämpfen den IS! - Töchter des Feuers auf YouTube, 8. September 2021 (Produziert von ARTE).